# Dexmetilfenidat
Dexmetilfenidatul (cu denumirea comercială Focalin, printre altele) este un medicament stimulant utilizat în tratamentul tulburării hiperchinetice cu deficit de atenție (ADHD). Calea de administrare disponibilă este cea orală. Este enantiomerul mai activ al metilfenidatului. A fost aprobat pentru uz medical în Statele Unite ale Americii în anul 2001.